# Seguretat funcional
La seguretat funcional és la part de la seguretat general d'un sistema o equip que depèn de la protecció automàtica que funciona correctament en resposta a les seves entrades o fallades de manera predictible (a prova d'errors). El sistema de protecció automàtica ha d'estar dissenyat per gestionar adequadament els possibles errors sistemàtics, fallades de maquinari i estrès operatiu/ambiental.

## Objectiu
L'objectiu de la seguretat funcional és l'absència de risc inacceptable de lesions físiques o de danys a la salut de les persones, ja sigui directament o indirectament (a través de danys a la propietat o al medi ambient), mitjançant la implementació adequada d'una o més funcions de protecció automàtiques (sovint anomenades funcions de seguretat). Un sistema de seguretat (sovint anomenat sistema relacionat amb la seguretat) consta d'una o més funcions de seguretat.
La seguretat funcional té un abast intrínsecament integral, ja que ha de tractar la funció d'un component o subsistema com a part de la funció de tota la funció de protecció automàtica de qualsevol sistema. Així, tot i que les normes de seguretat funcional se centren en sistemes elèctrics, electrònics i programables (E/E/PS), l'abast integral significa que, a la pràctica, els mètodes de seguretat funcional s'han d'estendre a les parts del sistema que no són E/E/PS, que els actuadors, vàlvules i motors E/E/PS controlen o monitoritzen.

## Assolir la seguretat funcional
La seguretat funcional s'aconsegueix quan es duen a terme totes les funcions de seguretat especificades i es compleix el nivell de rendiment requerit per a cada funció de seguretat. Normalment, això s'aconsegueix mitjançant un procés que inclou com a mínim els passos següents:
1. Identificar quines són les funcions de seguretat necessàries. Això significa que s'han de conèixer els perills i les funcions de seguretat. S'aplica un procés de revisions de funcions, HAZID formals, HAZOP i revisions d'accidents per identificar-los.
2. Avaluació de la reducció de riscos requerida per la funció de seguretat, que implicarà un nivell d'integritat de seguretat (SIL) o un nivell de rendiment o una altra avaluació de quantificació. Un SIL (o PL, AgPL, ASIL) s'aplica a una funció de seguretat d'extrem a extrem del sistema relacionat amb la seguretat, no només a un component o una part del sistema.
3. Garantir que la funció de seguretat funcioni segons la intenció del disseny, fins i tot en condicions d'intervenció incorrecta de l'operador i modes de fallada. Això implicarà que el disseny i el cicle de vida siguin gestionats per enginyers qualificats i competents que duguin a terme processos segons un estàndard de seguretat funcional reconegut. A Europa, aquest estàndard és la IEC EN 61508, o un dels estàndards específics de la indústria derivats de la IEC EN 61508, o per a sistemes simples algun altre estàndard com la ISO 13849.
4. Verificació que el sistema compleix amb el SIL, ASIL, PL o agPL assignat determinant la probabilitat de fallada perillosa, comprovant els nivells mínims de redundància i revisant la capacitat sistemàtica (SC). Aquestes tres mètriques s'han anomenat "les tres barreres".[4] Els modes de fallada d'un dispositiu es determinen normalment mitjançant l'anàlisi de modes de fallada i efectes del sistema (FMEA). Les probabilitats de fallada per a cada mode de fallada es determinen normalment mitjançant l'anàlisi de modes de fallada, efectes i diagnòstic FMEDA.
5. Realitzar auditories de seguretat funcional per examinar i avaluar les proves que les tècniques adequades de gestió del cicle de vida de la seguretat s'han aplicat de manera coherent i exhaustiva en les etapes pertinents del cicle de vida del producte.

Ni la seguretat ni la seguretat funcional es poden determinar sense considerar el sistema en conjunt i l'entorn amb què interactua. La seguretat funcional té un abast inherent d'extrem a extrem. Els sistemes moderns sovint tenen programari que comanda i controla intensivament les funcions crítiques per a la seguretat. Per tant, la funcionalitat del programari i el comportament correcte del programari han de formar part de l'esforç d'enginyeria de seguretat funcional per garantir un risc de seguretat acceptable a nivell de sistema.

## Certificació de la seguretat funcional
Qualsevol afirmació de seguretat funcional per a un component, subsistema o sistema ha de ser certificada independentment segons un dels estàndards de seguretat funcional reconeguts. Aleshores, es pot afirmar que un producte certificat és funcionalment segur segons un nivell d'integritat de seguretat o un nivell de rendiment concret en una gamma específica d'aplicacions: el certificat i l'informe d'avaluació es proporcionen als clients, on es descriu l'abast i els límits del rendiment.

### Organismes de certificació
La seguretat funcional és un camp tècnicament desafiant. Les certificacions han de ser realitzades per organitzacions independents amb experiència i una sòlida profunditat tècnica (electrònica, electrònica programable, anàlisi mecànica i probabilística). La certificació de seguretat funcional la duen a terme organismes de certificació acreditats (OC). L'acreditació l'atorga un organisme d'acreditació (AB). A la majoria de països hi ha un organisme d'acreditació. Als Estats Units, l'American National Standards Institute (ANSI) és l'organisme d'acreditació per a l'acreditació de seguretat funcional. Al Regne Unit, el Servei d'Acreditació del Regne Unit (UKAS) proporciona l'acreditació de seguretat funcional. Els AB són membres del Fòrum Internacional d'Acreditació (IAF) per al treball en sistemes de gestió, productes, serveis i acreditació de personal o de la Cooperació Internacional d'Acreditació de Laboratoris (ILAC) per a l'acreditació de proves de laboratori. Un acord de reconeixement multilateral (MLA) entre els AB garantirà el reconeixement global dels OC acreditats.
Diversos organismes de certificació globals han establert programes de certificació de seguretat funcional IEC 61508. Cadascun ha definit el seu propi esquema basat en la norma IEC 61508 i altres normes de seguretat funcional. L'esquema enumera les normes de referència i especifica procediments que descriuen els seus mètodes d'assaig, la política d'auditoria de vigilància, les polítiques de documentació pública i altres aspectes específics del seu programa. Diversos organismes de certificació reconeguts, com ara Intertek, SGS, TÜV Rheinland, TÜV SÜD i UL, ofereixen programes de certificació de seguretat funcional per a les normes IEC 61508 a nivell mundial.
Un element important de la certificació de seguretat funcional és la vigilància contínua per part de l'agència de certificació. La majoria d'organitzacions OC han inclòs auditories de vigilància en el seu esquema. La vigilància de seguiment garanteix que el producte, subsistema o sistema encara es fabrica d'acord amb el que es va certificar originalment per a la seguretat funcional. La vigilància de seguiment pot tenir lloc amb diverses freqüències segons l'organisme de certificació, però normalment analitzarà l'historial de fallades de camp del producte, els canvis de disseny del maquinari, els canvis de programari, així com el compliment continu dels sistemes de gestió de seguretat funcional per part del fabricant.

### Aeroespacial militar
Per a sistemes aeroespacials i de defensa militars, la norma MIL-STD-882E aborda les anàlisis de riscos funcionals (FHA) i determina quines funcions implementades en maquinari i programari són significatives per a la seguretat. L'enfocament de la seguretat funcional es centra en garantir que les funcions crítiques per a la seguretat i els fils funcionals del sistema, subsistema i programari s'analitzen i es verifiquen per al seu comportament correcte segons els requisits de seguretat, incloent-hi les condicions de fallada funcional i els errors i la mitigació adequada en el disseny. Aquests principis de seguretat del sistema que fonamenten la seguretat funcional es van desenvolupar a les indústries militar, nuclear i aeroespacial, i després es van adoptar per les indústries del transport ferroviari, de processos i de control que van desenvolupar estàndards específics del sector. Els estàndards de seguretat funcional s'apliquen a tots els sectors industrials que tracten els requisits crítics per a la seguretat i són especialment aplicables sempre que el programari comanda, controla o supervisa una funció crítica per a la seguretat. Milers de productes i processos compleixen els estàndards basats en la norma IEC 61508: des de dutxes de bany, productes de seguretat per a automòbils, sensors, actuadors, equips de busseig, controladors de processos i la seva integració en vaixells, avions i grans plantes.

### Aviació
La FAA dels EUA té processos de certificació de seguretat funcional similars, en forma d'ARP4761, US RTCA DO-178C per a programari i DO-254 per a maquinari electrònic complex, que s'aplica a tota la indústria aeroespacial. La seguretat funcional i l'assegurament del disseny en aeronaus de transport civil/comercial estan documentades a SAE ARP4754A com a nivells d'assegurament del disseny funcional (FDALS). Els FDAL del sistema impulsen la profunditat de l'anàlisi de seguretat d'enginyeria. El nivell de rigor (LOR) o les tasques de seguretat realitzades per garantir un risc acceptable depenen de la identificació de condicions de fallada funcional específiques i la gravetat del perill relacionades amb les funcions crítiques per a la seguretat (SCF). En molts casos, el comportament funcional del programari integrat s'analitza i es prova a fons per garantir que el sistema funcioni com es pretén en condicions de fallada i fallada creïbles. La seguretat funcional s'està convertint en l'enfocament normal centrat en sistemes complexos intensius de programari i sistemes altament integrats amb conseqüències de seguretat. Les tasques tradicionals de seguretat de programari i les tasques de seguretat funcional basades en models es realitzen per proporcionar proves de seguretat objectives que la funcionalitat del sistema i les característiques de seguretat funcionen com es pretén en fallades normals i no nominals. El punt d'entrada de la seguretat funcional comença al principi del procés mitjançant la realització d'anàlisis de riscos funcionals (FHA) per identificar perills i riscos i per influir en els requisits de disseny de seguretat i l'assignació i descomposició funcional per mitigar els perills. El comportament del programari i els SCF a nivell de sistema és una part vital de qualsevol esforç de seguretat funcional. Les anàlisis i els resultats de la implementació es documenten en avaluacions de riscos funcionals (FHA) o avaluacions de seguretat del sistema o casos de seguretat. Els processos de seguretat funcional basats en models sovint s'utilitzen i es requereixen en sistemes intensius de programari altament integrats i complexos per comprendre totes les moltes interaccions i el comportament previst i per ajudar en el procés de verificació i certificació de la seguretat.

### Automoció
La indústria de l'automoció ha desenvolupat la ISO 26262 "Norma de seguretat funcional per a vehicles de carretera" basada en la norma IEC 61508. La certificació d'aquests sistemes garanteix el compliment de les normatives pertinents i ajuda a protegir el públic. La Directiva ATEX també ha adoptat una norma de seguretat funcional, és BS EN 50495:2010 "Dispositius de seguretat necessaris per al funcionament segur dels equips respecte als riscos d'explosió" cobreix els dispositius relacionats amb la seguretat, com ara controladors de purga i dispositius Ex interruptors automàtics de motor. S'aplica per organismes notificats segons la Directiva ATEX. L'estàndard ISO 26262 aborda especialment el cicle de desenvolupament de l'automoció. És una norma en diverses parts que defineix els requisits i proporciona directrius per aconseguir la seguretat funcional en els sistemes E/E instal·lats en turismes de producció en sèrie. La norma ISO 26262 es considera un marc de bones pràctiques per aconseguir la seguretat funcional de l'automoció. El procés de compliment normatiu sol trigar temps, ja que els empleats han de rebre formació per tal de desenvolupar les competències esperades.

## Estàndards contemporanis de seguretat funcional
Els principals estàndards de seguretat funcional que s'utilitzen actualment es detallen a continuació:
- La IEC EN 61508 Parts 1 a 7 és una norma bàsica de seguretat funcional, aplicada àmpliament a tots els tipus d'E/E/PS crítics per a la seguretat i a sistemes amb una funció de seguretat que incorpora E/E/PS.
- Estàndard de Defensa del Regne Unit 00-56 Edició 2
- RTCA DO-178C dels EUA, programari d'aviònica nord-americana
- RTCA DO-254 dels EUA, maquinari d'aviònica nord-americana
- EUROCAE ED-12B, Sistemes europeus de seguretat de vol aeri
- IEC 61513, Centrals nuclears – Instrumentació i control per a sistemes importants per a la seguretat – Requisits generals per a sistemes, basats en EN 61508
- IEC 61511-1, Seguretat funcional: sistemes instrumentats de seguretat per al sector de la indústria de processos. Part 1: Marc, definicions, requisits de sistema, maquinari i programari, basats en la norma EN 61508
- IEC 61511-2, Seguretat funcional: sistemes instrumentats de seguretat per al sector de la indústria de processos. Part 2: Directrius per a l'aplicació de la IEC 61511-1, basada en la EN 61508
- IEC 61511-3, Seguretat funcional: sistemes instrumentats de seguretat per al sector de la indústria de processos. Part 3: Guia per a la determinació dels nivells d'integritat de seguretat requerits, basats en la norma EN 61508
- IEC 62061, Seguretat de les maquinàries: seguretat funcional dels sistemes de control elèctrics, electrònics i electrònics programables relacionats amb la seguretat, basada en la norma EN 61508
- ISO 13849 -1, -2, Seguretat de les maquinàries: parts dels sistemes de control relacionades amb la seguretat. Norma no dependent de la tecnologia per a la seguretat dels sistemes de control de les maquinàries.
- EN 50126, Específic de la indústria ferroviària: revisió RAMS de les condicions d'operació, sistema i manteniment dels equips del projecte.
- EN 50128, específica de la indústria ferroviària: revisió de seguretat de programari (sistemes de comunicacions, senyalització i processament)
- EN 50129, Específic de la indústria ferroviària: Seguretat de sistemes en sistemes electrònics
- EN 50495, Dispositius de seguretat necessaris per al funcionament segur dels equips respecte als riscos d'explosió
- Directrius crítiques de seguretat de la NASA
- ISO 19014, Maquinària de moviment de terres – Seguretat funcional
- ISO 25119, Tractors i maquinària per a l'agricultura i la silvicultura: parts dels sistemes de control relacionades amb la seguretat.
- ISO 26262, Seguretat funcional dels vehicles de carretera

La norma ISO 26262 aborda especialment el cicle de desenvolupament de l'automoció. És una norma en diverses parts que defineix els requisits i proporciona directrius per aconseguir la seguretat funcional en els sistemes E/E instal·lats en turismes de producció en sèrie. La norma ISO 26262 es considera un marc de bones pràctiques per aconseguir la seguretat funcional de l'automoció.